# Chloebius steveni
Chloebius steveni — вид долгоносиков из подсемейства Entiminae.

## Распространение
Краснодарский край, Дагестан, Ингушетия, Грузия, Азербайджан, Казахстан.

## Описание
Жук длиной 3,2—3,6 мм. Лоб не шире продольного диаметра глаз. В основном щетинки зелёные, на надкрыльях коричневый пятнистый рисунок. Щетинки на надкрыльях короткие чёрные.

## Экология
Питается на гребенщике (Tamarix).